# Астрономія в Ємені

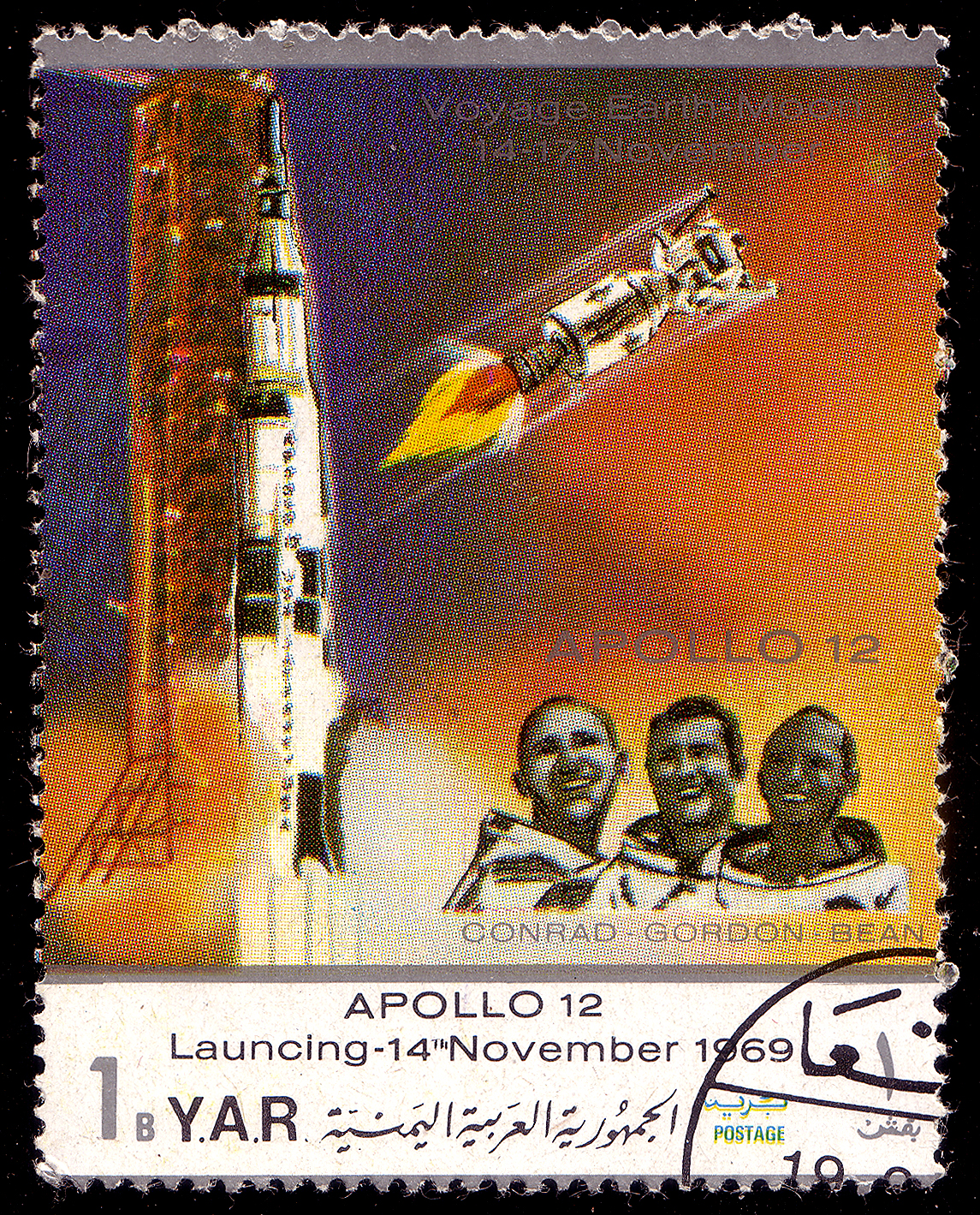
Єменська поштова марка 1969 року, присвячена польоту американського Аполлона-12 на Місяць

Астрономія в Ємені має давню історію, натомість як зараз професійна астрономія в країні практично відсутня. В Середньовіччя астрономію в Ємені активно використовували для релігійних і сільськогосподарських цілей, Ємен був інтегральною частиною ісламського наукового світу, і від цієї епохи збереглось багато астрономічних манускриптів. Зараз Ємен є дуже бідною країною, він не має професійних астрономічних або космічних організацій, і астрономічні дослідження обмежені роботою окремих університетських науковців та збором супутникових фотографій Землі і їхнім використанням для геологічних і геофізичних досліджень.

## Історія
Середньовічні єменські астрономи займалися визначенням часу для релігійних і сільськогосподарських потреб, а також укладанням сонячних, місячних та планетних таблиць, ефемеридами, створенням астролябій і сонячних годинників. Різні султани династії Расулідів писали великі астрономічні праці та самі виготовляли інструменти. Єменцями були такі відомі середньовічні арабські астрономи, як аль-Хамдані (прибл. 893—947) та аль-Шайзарі (кінець XII — початок XIII ст.). В Ємені, ймовірно, спостерігали наднову SN 1006, про що залишились згадки в арабських астрономічних трактатах.

## Сучасний стан
Зараз Ємен є однією з найбідніших країн світу. Він не має професійних астрономічних організацій або державних космічних агенцій. В країні немає великих телескопів. В університетах Ємену немає курсів з астрономії, однак є курси з фізики. Професор Абдул Хак Султан, голова кафедри фізики факультету природничих наук Університету Сани в 2004-2007 роках ретельно досліджував фотометричну модель першої видимості місячного серпа. Ємен не має не має власних супутників, але має приймальну станцію, за допомогою якої збирає зображення з навколоземних супутників інших країн. Обробкою космічних зображень займається Єменський центр дистанційного зондування та систем географічної інформації (англ. Yemen Remote Sensing and GIS Center), створений Міністерством телекомунікаційних і інформаційних технологій.